# Paso Palma (Utuado)
Paso Palma es un barrio ubicado en el municipio de Utuado en el estado libre asociado de Puerto Rico. En el Censo de 2010 tenía una población de 582 habitantes y una densidad poblacional de 46,64 personas por km².

## Geografía
Paso Palma se encuentra ubicado en las coordenadas 18°12′34″N 66°38′44″O / 18.20944, -66.64556. Según la Oficina del Censo de los Estados Unidos, Paso Palma tiene una superficie total de 12.48 km², que corresponden a tierra firme.

## Demografía
Según el censo de 2010, había 582 personas residiendo en Paso Palma. La densidad de población era de 46,64 hab./km². De los 582 habitantes, Paso Palma estaba compuesto por el 90.55% blancos, el 2.75% eran afroamericanos, el 5.15% eran de otras razas y el 1.55% pertenecían a dos o más razas. Del total de la población el 99.66% eran hispanos o latinos de cualquier raza.